# Helen Blackburn
Helen Blackburn, född 25 maj 1842 på Valentia Island, Kerry, död 11 januari 1903 i London, var en irländsk feminist.
Blackburn var sekreterare i National Society for Women's Suffrage 1874–1894 och redaktör för The Englishwoman's Review 1881–1890. Hon var även sekreterare i West of England Suffrage Society. Tillsammans med Jessie Boucherett skrev hon The Condition of the Working Women (1896) och, ensam och baserad på personliga erfarenheter, den tidigaste skildringen av den brittiska kvinnorörelsens historia, Woman's Suffrage: a Record of the Movement in the British Isles (1902).